# ダマトゥル
ダマトゥル(Damaturu)はナイジェリア北東部のヨベ州の州都。
2011年の人口は10万4480人。

## 人口
- 2006年3月21日：8万7706人
- 2011年3月21日：10万4480人

## 交通
- en: A3 highway (Nigeria)[2]

## 歴史
ダマトゥル首長国の首都だった。
2013年6月16日、ボコ・ハラムが学校を襲撃し、生徒や教師を含む13人を殺害した。
2013年10月26日、ボコ・ハラムが警察署と病院を襲撃した。

2014年12月1日、ボコ・ハラムが機動隊基地とヨベ州立大学を襲撃した。